# Wells (Vermont, város)
Wells város az USA Vermont államában, Rutland megyében. Lakosainak száma 1214 fő (2020. április 1.).

## Népesség
A település népességének változása:

| 2010 | 1 150 |
| 2020 | 1 214 |